# گغام هوهانیسیان
گغام هوهانیسیان (ارمنی: Գեղամ Հովհաննիսյան؛ زادهٔ ۲۱ اوت ۱۹۶۷) یک بازیکن فوتبال در پست هافبک تهاجمی - مهاجم (فوتبال) اهل ارمنستان است.

## باشگاهی
از باشگاه‌هایی که در آن بازی کرده‌است می‌توان به آرارات، زسکا اودسا، پرومتئوس ایروان، آرارات-۲، اسپیتاک، وان ایروان، کیلیکیا، پیونیک، اسپارتاک ایروان و اربونیاشاره کرد.